# Anthurium ianthinopodum
Anthurium ianthinopodum là một loài thực vật có hoa trong họ Ráy (Araceae). Loài này được (Engl.) Nadruz & Mayo mô tả khoa học đầu tiên năm 2007.